# Cessenon-sur-Orb
Cessenon-sur-Orb [se.sə.nɔ̃ syʁ oʁ] (en occitan Cecenon [se.se.'nu]) est une commune française située dans le département de l'Hérault, en région Occitanie.
Exposée à un climat méditerranéen, elle est drainée par l'Orb, le Vernazobre, le Récambis, le Rieuberlou, le ruisseau de Landeyran, le ruisseau de Ronnel et par divers autres petits cours d'eau. La commune possède un patrimoine naturel remarquable composé de deux zones naturelles d'intérêt écologique, faunistique et floristique.
Cessenon-sur-Orb est une commune rurale qui compte 2 390 habitants en 2022. Elle est dans l'unité urbaine de Cessenon-sur-Orb et fait partie de l'aire d'attraction de Béziers. Ses habitants sont appelés les Cessenonais.

## Géographie
Cessenon-sur-Orb se trouve sur la rive de droite de l'Orb, adossé à plusieurs collines de faible altitude. La plaine, façonnée par les crues annuelles du fleuve, offre de grandes terres cultivables.

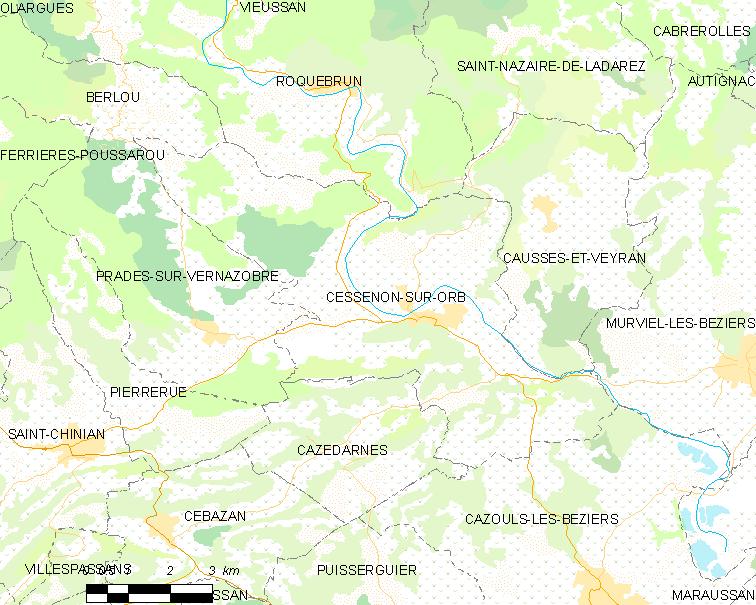
Carte

### Communes limitrophes
| Berlou                | Roquebrun           | Causses-et-Veyran   |
| Prades-sur-Vernazobre | Cessenon-sur-Orb    | Causses-et-Veyran   |
| Cazedarnes            | Cazouls-lès-Béziers | Murviel-lès-Béziers |

### Climat
Pour des articles plus généraux, voir Climat de l'Occitanie et Climat de l'Hérault.
En 2010, le climat de la commune est de type climat méditerranéen franc, selon une étude s'appuyant sur une série de données couvrant la période 1971-2000. En 2020, Météo-France publie une typologie des climats de la France métropolitaine dans laquelle la commune est exposée à un climat méditerranéen et est dans la région climatique  Provence, Languedoc-Roussillon, caractérisée par une pluviométrie faible en été, un très bon ensoleillement (2 600 h/an), un été chaud (21,5 °C), un air très sec en été, sec en toutes saisons, des vents forts (fréquence de 40 à 50 % de vents > 5 m/s) et peu de brouillards.
Pour la période 1971-2000, la température annuelle moyenne est de 14,7 °C, avec une amplitude thermique annuelle de 15,9 °C. Le cumul annuel moyen de précipitations est de 687 mm, avec 6,4 jours de précipitations en janvier et 2,4 jours en juillet. Pour la période 1991-2020, la température moyenne annuelle observée sur la station météorologique la plus proche, située sur la commune de Murviel-lès-Béziers à 8 km à vol d'oiseau, est de 15,1 °C et le cumul annuel moyen de précipitations est de 663,2 mm,. Pour l'avenir, les paramètres climatiques de la commune estimés pour 2050 selon différents scénarios d'émission de gaz à effet de serre sont consultables sur un site dédié publié par Météo-France en novembre 2022.

### Milieux naturels et biodiversité
L’inventaire des zones naturelles d'intérêt écologique, faunistique et floristique (ZNIEFF) a pour objectif de réaliser une couverture des zones les plus intéressantes sur le plan écologique, essentiellement dans la perspective d’améliorer la connaissance du patrimoine naturel national et de fournir aux différents décideurs un outil d’aide à la prise en compte de l’environnement dans l’aménagement du territoire.
Une ZNIEFF de type 1 est recensée sur la commune :
la « vallée de l'Orb » (634 ha), couvrant 8 communes du département et une ZNIEFF de type 2, :
la « montagne noire centrale » (34 724 ha), couvrant 27 communes du département.

Carte des ZNIEFF de type 1 et 2 à Cessenon-sur-Orb.
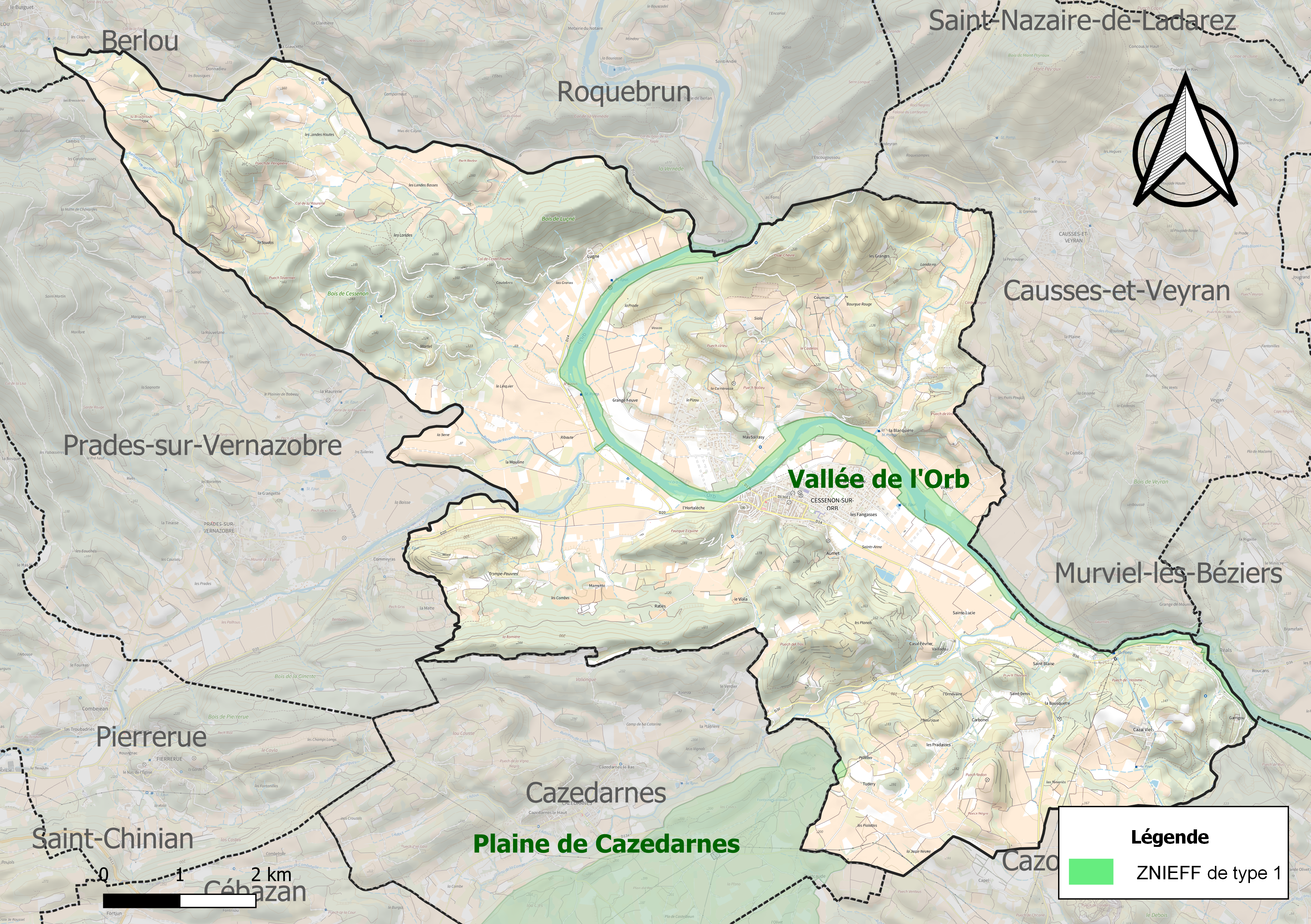
Carte de la ZNIEFF de type 1 sur la commune.
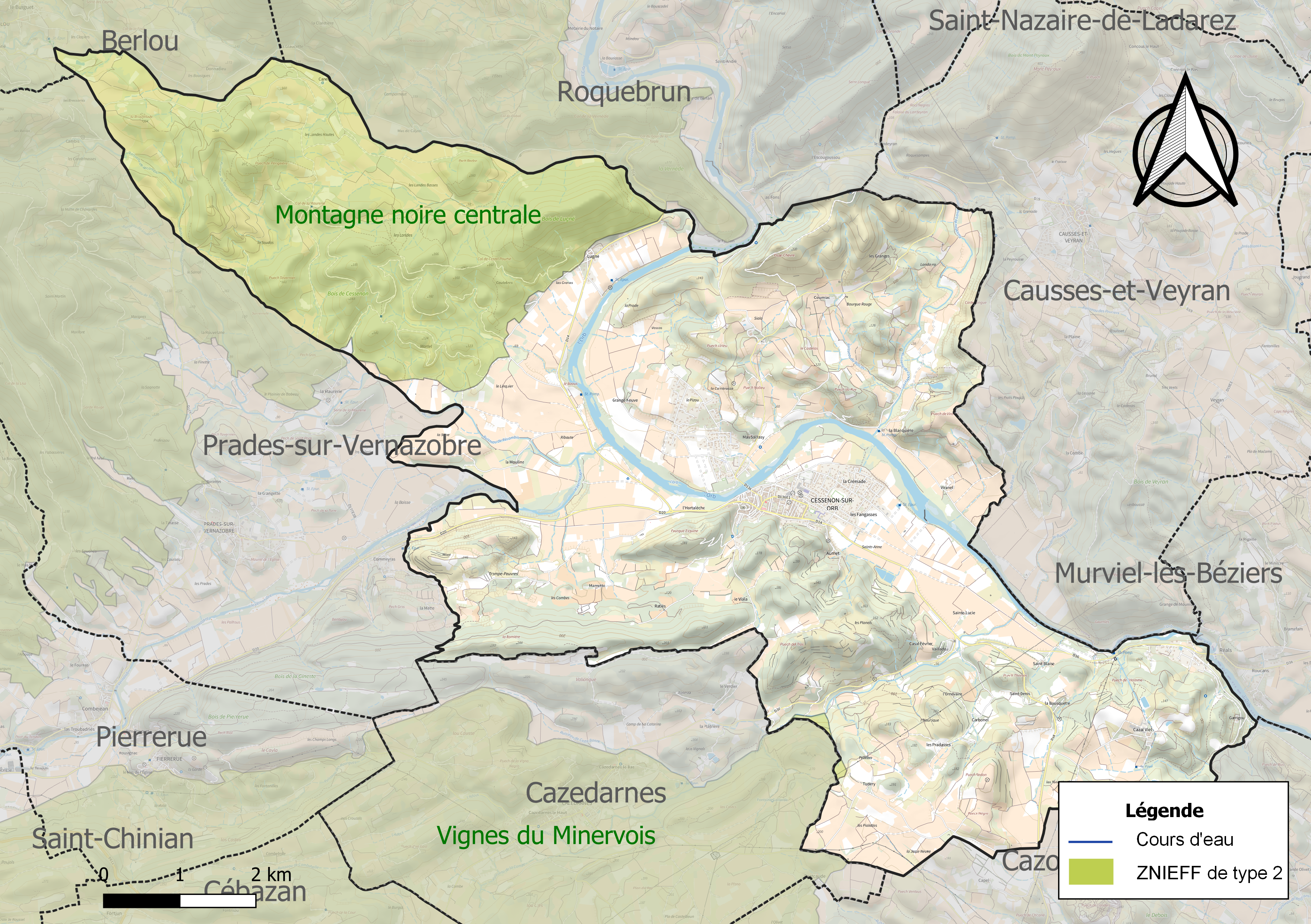
Carte de la ZNIEFF de type 2 sur la commune.

## Urbanisme

### Typologie
Au 1er janvier 2024, Cessenon-sur-Orb est catégorisée bourg rural, selon la nouvelle grille communale de densité à sept niveaux définie par l'Insee en 2022.
Elle appartient à l'unité urbaine de Cessenon-sur-Orb, une unité urbaine monocommunale constituant une ville isolée,. Par ailleurs la commune fait partie de l'aire d'attraction de Béziers, dont elle est une commune de la couronne,. Cette aire, qui regroupe 53 communes, est catégorisée dans les aires de 50 000 à moins de 200 000 habitants,.

### Occupation des sols
L'occupation des sols de la commune, telle qu'elle ressort de la base de données européenne d’occupation biophysique des sols Corine Land Cover (CLC), est marquée par l'importance des territoires agricoles (60,4 % en 2018), en diminution par rapport à 1990 (61,2 %). La répartition détaillée en 2018 est la suivante :
cultures permanentes (46,4 %), milieux à végétation arbustive et/ou herbacée (21,8 %), forêts (15 %), zones agricoles hétérogènes (14 %), zones urbanisées (2,8 %). L'évolution de l’occupation des sols de la commune et de ses infrastructures peut être observée sur les différentes représentations cartographiques du territoire : la carte de Cassini (XVIIIe siècle), la carte d'état-major (1820-1866) et les cartes ou photos aériennes de l'IGN pour la période actuelle (1950 à aujourd'hui).

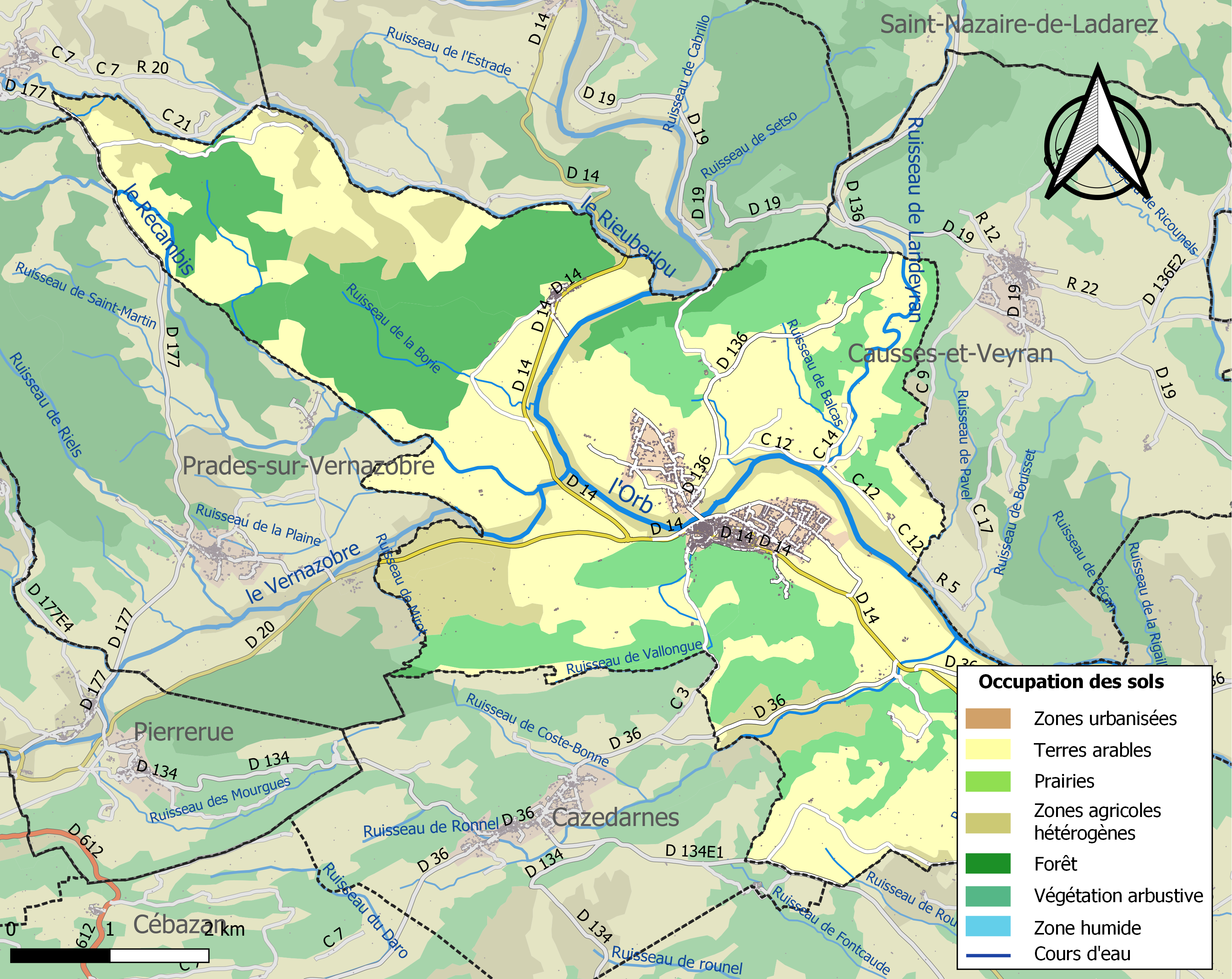
Carte des infrastructures et de l'occupation des sols de la commune en 2018 (CLC).

### Risques majeurs
Le territoire de la commune de Cessenon-sur-Orb est vulnérable à différents aléas naturels : météorologiques (tempête, orage, neige, grand froid, canicule ou sécheresse), inondations, feux de forêts, mouvements de terrains et séisme (sismicité très faible). Il est également exposé à un risque technologique, la rupture d'un barrage, et à deux risques particuliers : le risque minier et le risque de radon. Un site publié par le BRGM permet d'évaluer simplement et rapidement les risques d'un bien localisé soit par son adresse soit par le numéro de sa parcelle.

#### Risques naturels
Certaines parties du territoire communal sont susceptibles d’être affectées par le risque d’inondation par débordement de cours d'eau, notamment l'Orb, le Vernazobre, le Rieuberlou, le Récambis et le ruisseau de Landeyran. La commune a été reconnue en état de catastrophe naturelle au titre des dommages causés par les inondations et coulées de boue survenues en 1982, 1987, 1992, 1994, 1995, 1996, 2005, 2014 et 2019,.
Cessenon-sur-Orb est exposée au risque de feu de forêt. Un plan départemental de protection des forêts contre les incendies (PDPFCI) a été approuvé en juin 2013 et court jusqu'en 2022, où il doit être renouvelé. Les mesures individuelles de prévention contre les incendies sont précisées par deux arrêtés préfectoraux et s’appliquent dans les zones exposées aux incendies de forêt et à moins de 200 mètres de celles-ci. L’arrêté du 25 avril 2002 réglemente l'emploi du feu en interdisant notamment d’apporter du feu, de fumer et de jeter des mégots de cigarette dans les espaces sensibles et sur les voies qui les traversent sous peine de sanctions. L'arrêté du 11 mars 2013 rend le débroussaillement obligatoire, incombant au propriétaire ou ayant droit,.

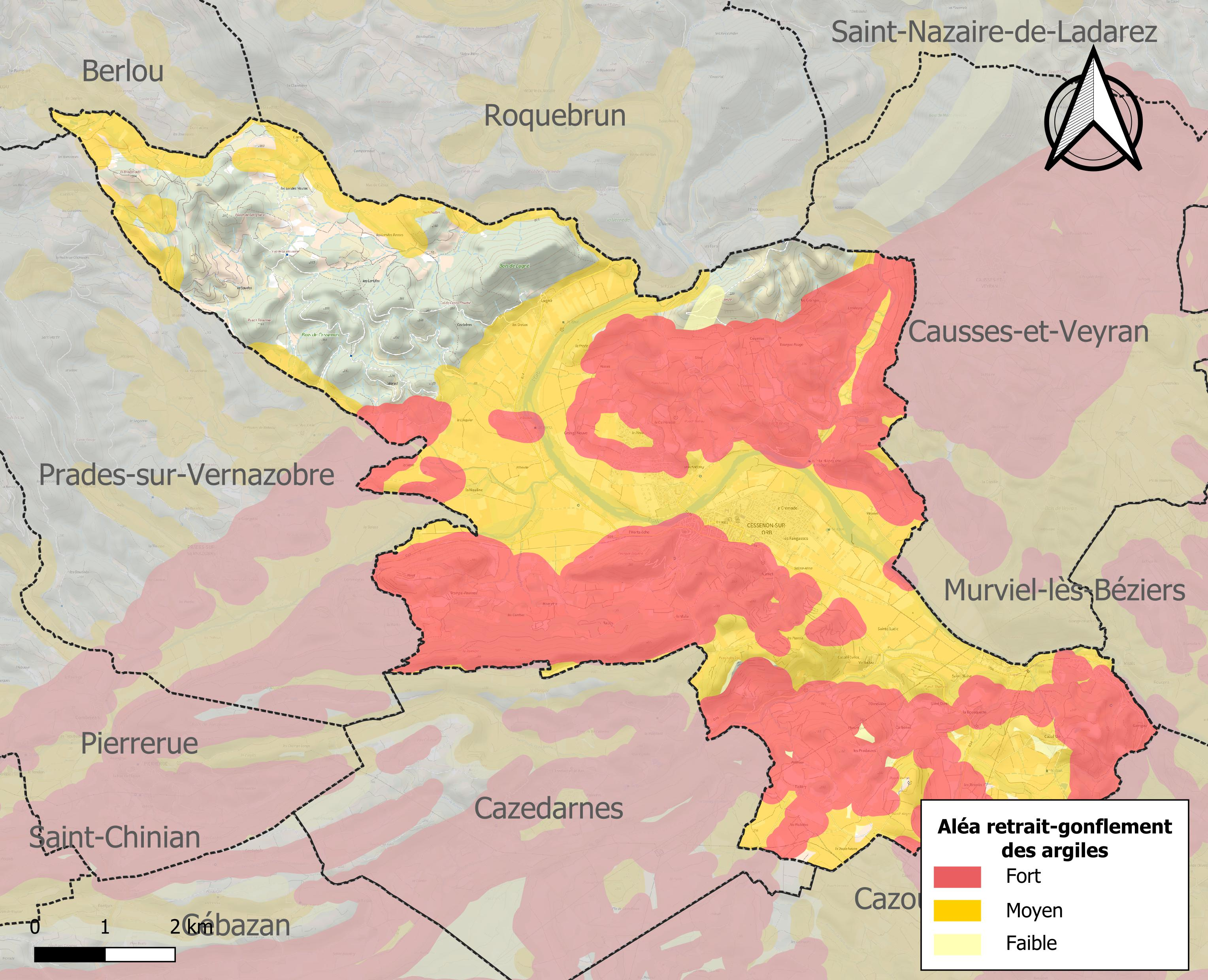
Carte des zones d'aléa retrait-gonflement des sols argileux de Cessenon-sur-Orb.

La commune est vulnérable au risque de mouvements de terrains constitué principalement du retrait-gonflement des sols argileux. Cet aléa est susceptible d'engendrer des dommages importants aux bâtiments en cas d’alternance de périodes de sécheresse et de pluie. 79,2 % de la superficie communale est en aléa moyen ou fort (59,3 % au niveau départemental et 48,5 % au niveau national). Sur les 1 242 bâtiments dénombrés sur la commune en 2019, 1 235 sont en aléa moyen ou fort, soit 99 %, à comparer aux 85 % au niveau départemental et 54 % au niveau national. Une cartographie de l'exposition du territoire national au retrait gonflement des sols argileux est disponible sur le site du BRGM,.
Par ailleurs, afin de mieux appréhender le risque d’affaissement de terrain, l'inventaire national des cavités souterraines permet de localiser celles situées sur la commune.

#### Risques technologiques
La commune est en outre située en aval du Barrage des monts d'Orb, un ouvrage de classe A sur l'Orb, mis en service en 1961 et disposant d'une retenue de 30,6 millions de mètres cubes. À ce titre elle est susceptible d’être touchée par l’onde de submersion consécutive à la rupture de cet ouvrage.

#### Risque particulier
L’étude Scanning de Géodéris réalisée en 2008 a établi pour le département de l’Hérault une identification rapide des zones de risques miniers liés à l’instabilité des terrains. Elle a été complétée en 2015 par une étude approfondie sur les anciennes exploitations minières du bassin houiller de Graissessac et du district polymétallique de Villecelle. La commune est ainsi concernée par le risque minier, principalement lié à l’évolution des cavités souterraines laissées à l’abandon et sans entretien après l’exploitation des mines.
Dans plusieurs parties du territoire national, le radon, accumulé dans certains logements ou autres locaux, peut constituer une source significative d’exposition de la population aux rayonnements ionisants. Certaines communes du département sont concernées par le risque radon à un niveau plus ou moins élevé. Selon la classification de 2018, la commune de Cessenon-sur-Orb est classée en zone 2, à savoir zone à potentiel radon faible mais sur lesquelles des facteurs géologiques particuliers peuvent faciliter le transfert du radon vers les bâtiments
PLUI plan local d'urbanisme intercommunal 
https://www.cc-sud-herault.fr/urbanisme/plan-local-durbanisme-intercommunal-plui/dossier-approuve/

## Politique et administration
| Période          | Période       | Identité                              | Étiquette | Qualité                                                                                                   |
| ---------------- | ------------- | ------------------------------------- | --------- | --- |
| 22 novembre 1693 | 1722          | Jean Rouanet                          |           | Maire perpétuel de Cessenon, Négociant                                                                    |
| 10 août 1723     | 1744          | Barthélémy Milhé                      |           | Maire perpétuel de Cessenon, Marchand drapier et fabricant, Conseiller-auditeur en la CCAF de Montpellier |
| 23 janvier 1745  | 1754          | Jean Sales                            |           | Maire alternatif et mi-triennal de Cessenon                                                               |
| 29 juillet 1754  | 1765          | Pierre Jean Favier                    |           | |
| 1765             | 1766          | Pierre Massot                         |           | |
| 1766             | 1767          | Barthélémy Valhiade                   |           | |
| 1767             | 1768          | Jean-François Rossel                  |           | Notaire royal et apostolique                                                                              |
| 1768             | 1769          | Pierre Massot                         |           | |
| 18 mars 1769     | 1771          | Pierre Martin                         |           | |
| 1771             | 1774          | Jean Joseph Rossel                    |           | Notaire                                                                                                   |
| 1775             | 1783          | Jean-Pierre Massot                    |           | Bourgeois et fabricant de drap                                                                            |
| 1783             | 1787          | Barthélémy Valhiade                   |           | |
| 1787             | 1789          | Jean Joseph Rossel                    |           | |
| 1790             | 1791          | Jean-Baptiste Milhé de Saint Victor   |           | Ancien Capitaine au Régiment Royal-Roussillon, propriétaire                                               |
| 1791             | 1794          | Gabriel Michel Massot                 |           | Propriétaire                                                                                              |
| 1794             | 1813          | Jean Joseph Rossel                    |           | |
| 1813             | 1830          | César Alexandre Milhé de Saint Victor |           | Propriétaire                                                                                              |
| 1830             | 1832          | Victor Castel                         |           | |
| 1832             | 1833          | Pierre Julia                          |           | |
| 1834             | 1843          | Michel Gabriel Massot-Viranel         |           | Propriétaire                                                                                              |
| 1844             | 1847          | Florentin Vidal                       |           | |
| 1847             | 1848          | Joseph Robert                         |           | |
| 1849             | 1849          | André Sabatier                        |           | |
| 1849             | 1850          | Joseph Victor Mourgué                 |           | |
| 1851             | 1854          | Jean Joseph Robert                    |           | Rentier                                                                                                   |
| 1854             | 1856          | Flavien Vidal                         |           | |
| 1856             | 1861          | Abel de Milhé                         |           | Propriétaire                                                                                              |
| 1861             | 1870          | Jean-Patrice Cougnenc                 |           | |
| 1870             | mai 1871      | Baptiste Denis Castel                 |           | Médecin                                                                                                   |
| juin 1871        | 1876          | Louis Philippe Henri Mourgué          |           | Notaire impérial                                                                                          |
| 1876             | 1877          | Ulysse Victor Lavit                   |           | Docteur en médecine                                                                                       |
| 1878             | 1879          | Fabien Bergasse                       |           | Officier de cavalerie                                                                                     |
| 1879             | 1881          | Alphonse Martin                       |           | |
| 1881             | 1883          | Paul Martin                           |           | |
| 1883             | 1884          | Philippe Baccou                       |           | |
| 1884             | 1887          | Victor Valat                          |           | |
| octobre 1887     | 1888          | Paul Berlan                           |           | |
| 1888             | 1892          | Louis Philippe Henri Mourgué          |           | |
| 1892             | 1900          | Fabien Bergasse                       |           | |
| 1900             | 1925          | Denis Cougnenc                        |           | Médecin                                                                                                   |
| 1925             | 1929          | Arthur Rivière                        |           | |
| 1929             | 1936          | Jules Sanjou                          |           | |
| 1936             | 1941          | Eloi Cahuzac                          |           | |
| 1942             | 1944          | Raymond Dulac                         |           | |
| 1944             | 1947          | Léon Villebrun                        |           | |
| 1947             | 1995          | Raoul Bayou                           |           | Instituteur - Député (1958-1986); Conseiller général du canton de Saint-Chinian de 1945 à 1995            |
| 1995             | décembre 2011 | Christian Francès                     |           | |
| janvier 2012     | novembre 2016 | Jean-François Favette                 |           | Enseignant retraité                                                                                       |
| novembre 2016    | En cours      | Marie-Pierre Pons                     |           | Conseillère départementale depuis 2015                                                                    |

## Démographie
Au dernier recensement, la commune comptait 2390 habitants.
| 1793  | 1800  | 1806  | 1821  | 1831  | 1836  | 1841  | 1846  | 1851  |
| ----- | ----- | ----- | ----- | ----- | ----- | ----- | ----- | ----- |
| 1 647 | 1 681 | 1 950 | 1 980 | 2 163 | 2 196 | 2 190 | 2 207 | 1 943 |

| 1856  | 1861  | 1866  | 1872  | 1876  | 1881  | 1886  | 1891  | 1896  |
| ----- | ----- | ----- | ----- | ----- | ----- | ----- | ----- | ----- |
| 1 928 | 1 950 | 2 098 | 2 136 | 2 204 | 2 407 | 2 615 | 2 683 | 2 689 |

| 1901  | 1906  | 1911  | 1921  | 1926  | 1931  | 1936  | 1946  | 1954  |
| ----- | ----- | ----- | ----- | ----- | ----- | ----- | ----- | ----- |
| 2 608 | 2 513 | 2 560 | 2 872 | 2 903 | 2 717 | 2 567 | 2 085 | 2 123 |

| 1962  | 1968  | 1975  | 1982  | 1990  | 1999  | 2005  | 2006  | 2010  |
| ----- | ----- | ----- | ----- | ----- | ----- | ----- | ----- | ----- |
| 2 072 | 2 025 | 1 736 | 1 680 | 1 602 | 1 730 | 1 919 | 1 952 | 2 066 |

| 2015  | 2020  | 2022  | - | - | - | - | - | - |
| ----- | ----- | ----- | - | - | - | - | - | - |
| 2 240 | 2 358 | 2 390 | - | - | - | - | - | - |

## Toponymie
La commune a été connue sous les variantes : castro de Cenceno, in capella Cencennone (vers 972), Ysarni de Cencenone (1180), villa Cencenonis (1247), de Cessenon (1262), etc.
L'étymologie du nom reste incertaine, plusieurs hypothèses ont été avancées au cours de ces dernières années:
- l'origine celte ou ibère, où « Kess » serait un nom gaulois qui signifierait Fort[25];
- l'origine gallo-romaine — considérée aujourd'hui comme la plus probable, où Cincinius + suffixe -onem était le nom d'un propriétaire de domaine et qui aurait donné son nom au village[26],[27];
- enfin, l'origine poétique appartenant au folklore local, qui selon les vers pittoresques d'un poète du terroir aurait une tout autre origine :

(orthographe originale, orthographe normalisée)
| Un jour qu'un fort ouraché ennégrabo lou ciel, Amoun al clouquié, sounnabou la campana. Lou campanié, noummat Tantan lou biel, Que fasié ressoundi lou flanc de la montagna Entendet una bouès, que y disié « CESSE ! » Ou sinon par Satan, je te fais la promesse Que la foudre à l'instant va s'abattre sur vous. Tantan qu'éro testut, y diguét : « Qu'ès aco Cesse ? — Nou. » Lou noum ès demourat désempeï CESSENOU. Ajet pas dich aco, qu'un grand bruch de tonnéro, Accoumpagnat d'iglaous, faguet trembla la téro Et dins aquel moument lou campagnié Tantan Se troubet empourtat sul porché de Tamben. | Un jorn qu'un fort oratge ennegraba lo cèl, Amont al cloquièr, sonaba la campana. Lo campanièr, nommat Tantan lo vièlh, Que fasié ressondir lo flanc de la montanha Entendèt una votz, que i disié « CESSE ! » O sinon par Satan, je te fais la promesse Que la foudre à l'instant va s'abattre sur vous. Tantan qu'èra testut, i diguèt : « Qu'ès aquó Cesse ? — Non. » Lo nom es demorat desempuèi CESSENON. Agèt pas dich aquó, qu'un grand bruch de troneire, Acompanhat d'ilhauç, faguèt tremblar la terra Et dins aquel moment lo campanièr Tantan Se trobèt emportat sul pòrge de Tamben. |

## Histoire
Le village de Cessenon-sur-Orb, disposé entre le fleuve Orb et la montagne, a une histoire qui remonte à plusieurs millénaires.
Les origines du village sont très anciennes, il existe des vestiges laissant penser que l'homme préhistorique a sans doute foulé le territoire communal vers 15000 –10000 ans avant notre ère. Deux "bifaces" ont été découverts et attestent de la présence de l'homme sur ce territoire. D'autres découvertes, deux dolmens, attestent de la présence de communautés rurales au Néolithique (5000 – 2500 ans av J.C). Des outils, céramiques, mobiliers funéraires, sépultures ont permis d'identifier des occupations humaines aux périodes suivantes Calcholitique, âge du bronze puis du fer.
La période romaine vers l'an 125 av. J.-C. a pu être identifiée aussi grâce à un fragment de sarcophage enchâssé dans la façade du "café du Helder".
L'acte de naissance du village " CENCENO" date de 972. Le nom apparaît dans une donation de Garsinde, veuve du Comte Pons de Toulouse, du château à ses enfants.
Une chapelle romane située à l'emplacement de l'église St Pierre de daterait de l'an 972.
La croisade contre les Albigeois amena la destruction de la citadelle dont il ne reste que le donjon, vaste tour carrée de plan quadrangulaire remaniée à plusieurs reprises, d'une hauteur d'une quinzaine de mètres.
De nos jours ce donjon porte les couleurs de l'Occitanie à son sommet rappelant ainsi que la forteresse fut un des pions importants de cette province. A ses pieds, les remparts, dont il ne reste que quelques vestiges furent démantelés en 1209 lors de la croisade contre les Albigeois. Relevés ils furent définitivement détruits en 1633 pendant les guerres de religion.

### Des origines à la période antique
Le site est en effet occupé depuis la Préhistoire (dolmens, tumulus, silex retrouvés non loin du mas de Lugné). Le village a ensuite subi une période wisigothe et sarrazine (tombes musulmanes, norias, chadoufs) ainsi qu'une période romaine (amphores, sépultures, fragment de bas-relief funéraire, villa).

Plan par masse de culture (an XIII)

### Moyen Âge
La période du Moyen Âge est néanmoins celle qui a laissé le plus de vestiges dont une grande quantité de manuscrits ainsi que les remparts et le donjon qui sont aujourd'hui les emblèmes du village.
La châtellenie dont Cessenon était le chef-lieu s'étendait jadis sur 29 805 hectares et était composé par 15 villages/masseries. On trouve des traces de cette organisation du Xe siècle jusqu'à la Révolution.

### Époque moderne
Le château, ou plutôt la citadelle, a été définitivement détruit en 1633, sous l'ordonnance, datant du 6 octobre, de Louis XIII et de Richelieu. Les ruines des remparts et le donjon, seuls vestiges de cette glorieuse époque, trônent au centre du Quartier Haut.
À cette époque, les principales sources de revenu sont l'agriculture et l'élevage. Les terres, situées dans la plaine de l'Orb, sont propices à la culture des céréales et offrent de grands pâturages pour les bêtes (essentiellement des moutons, des chèvres). Une grande partie des terres est consacrée aux vergers plantés d’amandiers, cerisiers, noyers, noisetiers, poiriers, pommiers, pruniers, figuiers, grenadiers et aux plantations d'oliviers. Les terres les plus difficiles sont réservées à la vigne, mais les rigoureux hivers de 1709 et de 1789 qui détruisirent à chaque fois la quasi-totalité des oliviers, et les hivers de 1721, 1731 et 1782, bien que moins rigoureux que celui de 1709, ont détruit une bonne partie des repousses et jeunes pousses d'olivier. L’huile était l'une des principales sources de revenu mais la donne changea progressivement en faveur de la vigne plus résistante aux conditions extrêmes.

### Révolution française
Lors de la Révolution française, les citoyens de la commune se réunissent au sein de la société révolutionnaire, créée lors de l’été 1791, alors que le fossé s’élargit entre le peuple et son souverain, notamment à la suite de la tentative de fuite à Varennes.

### Époque contemporaine

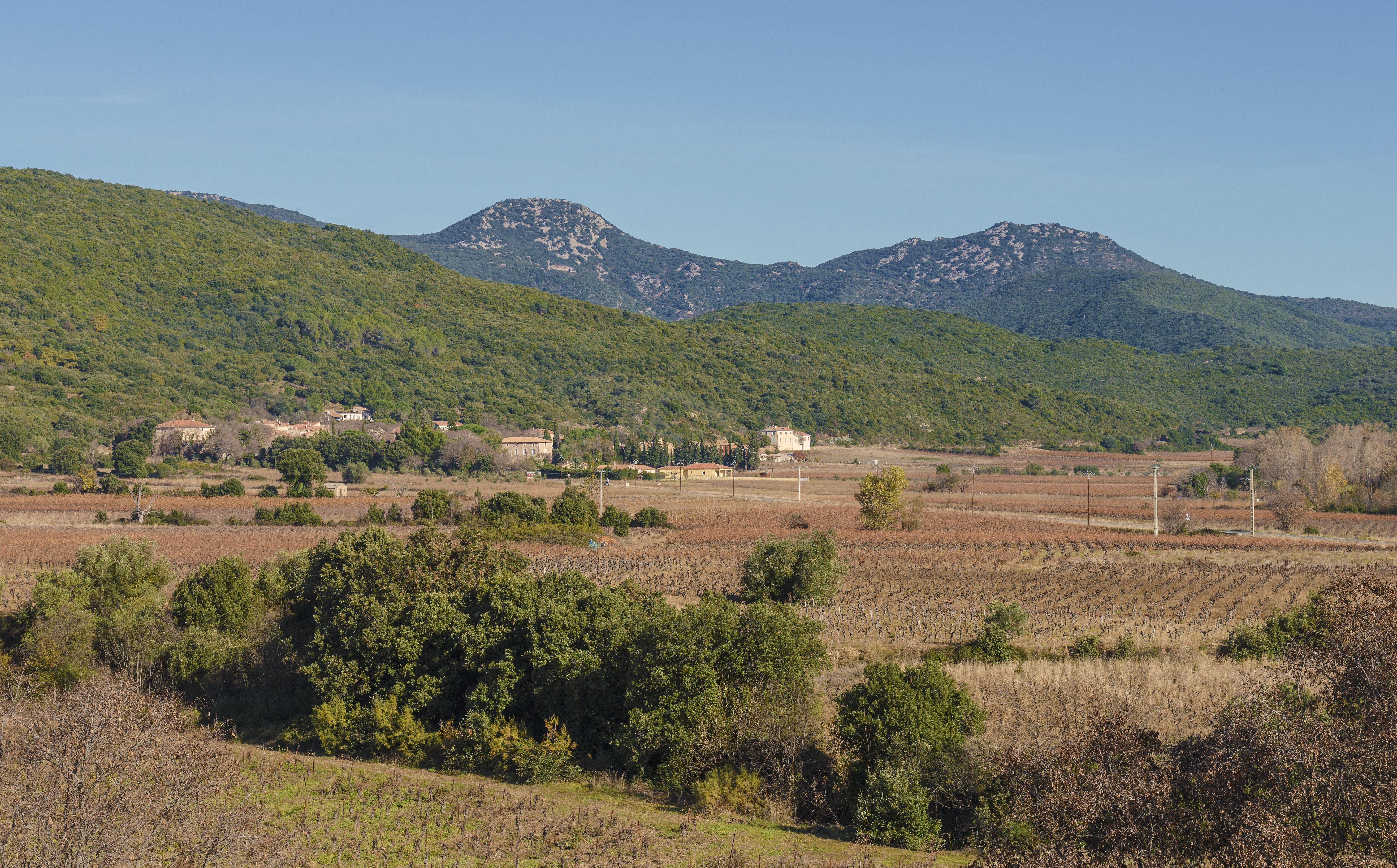
Paysage avec le hameau de Lugné.

Le 14 janvier 1850, les hameaux de Cazedarnes-le-Haut et Cazedarnes-le-Bas sont détachés de la commune pour créer la commune de Cazedarnes. Puis, le 15 mars 1900, Cessenon perd le hameau de Prades qui devient la commune de Prades-sur-Vernazobre.
En 1985, la commune prend le nom de Cessenon-sur-Orb.
Cessenon a subi de grands bouleversements de ses activités économiques, la révolution industrielle a commencé avec l'avènement des manufactures de draps (dès 1720 avec la manufacture de draps créé par Barthélémy Milhé et Jean Rouanet) qui ont connu un grand engouement avant de sombrer progressivement jusqu'au milieu du XIXe siècle. Dans le même temps, pour faire face à la surproduction viticole les exploitants furent contraints à distiller leur surplus de vin. Bien que ce travail fut d'abord réservé à des « brûleurs » itinérants qui passaient dans les villages avec leur matériel de distillation, de petites distilleries permanentes furent construites aux alentours de 1810.
Cessenon-sur-Orb dispose d'une certaine quantité de minerais : marbre, grès, lignite, argile. Le marbre griotte rouge de la carrière de Coumiac, exploité, selon les estimations, du XVe siècle jusqu'à 1975, est le meilleur exemple de ces richesses. Mais la ressource la plus importante était l'argile exploitée dans les terriers et qui servait à la tuilerie toute proche.
La plus belle réussite de l'économie cessenonaise de cette époque fut la tuilerie Cathala-Riche qui fut fondée vers 1860 et qui perdura, avec un certain succès, jusqu'en 1955. Les produits étant exportés vers Béziers via le réseau ferroviaire.
Sur la petite place du hameau de Lugné, sur la commune de Cessenon, on peut voir une réplique de la statue de la Liberté de Bartholdi qui se trouvait à la proue du paquebot « Le Maxim’s des Mers » en 1987.

## Économie

### Revenus
En 2018, la commune compte 1 028 ménages fiscaux, regroupant 2 277 personnes. La médiane du revenu disponible par unité de consommation est de 19 960 € (20 330 € dans le département). 38 % des ménages fiscaux sont imposés (45,8 % dans le département).

### Emploi
|                | 2008   | 2013   | 2018   |
| -------------- | ------ | ------ | ------ |
| Commune        | 9,3 %  | 10,3 % | 12,2 % |
| Département    | 10,1 % | 11,9 % | 12 %   |
| France entière | 8,3 %  | 10 %   | 10 %   |

En 2018, la population âgée de 15 à 64 ans s'élève à 1 282 personnes, parmi lesquelles on compte 75,1 % d'actifs (62,9 % ayant un emploi et 12,2 % de chômeurs) et 24,9 % d'inactifs,. En  2018, le taux de chômage communal (au sens du recensement) des 15-64 ans est supérieur à celui de la France et du département, alors qu'il était inférieur à celui du département en 2008.
La commune fait partie de la couronne de l'aire d'attraction de Béziers, du fait qu'au moins 15 % des actifs travaillent dans le pôle,. Elle compte 447 emplois en 2018, contre 452 en 2013 et 426 en 2008. Le nombre d'actifs ayant un emploi résidant dans la commune est de 823, soit un indicateur de concentration d'emploi de 54,3 % et un taux d'activité parmi les 15 ans ou plus de 50,3 %.
Sur ces 823 actifs de 15 ans ou plus ayant un emploi, 246 travaillent dans la commune, soit 30 % des habitants. Pour se rendre au travail, 86,5 % des habitants utilisent un véhicule personnel ou de fonction à quatre roues, 1,9 % les transports en commun, 7,5 % s'y rendent en deux-roues, à vélo ou à pied et 4 % n'ont pas besoin de transport (travail au domicile).

### Activités hors agriculture

#### Secteurs d'activités
207 établissements sont implantés  à Cessenon-sur-Orb au 31 décembre 2019. Le tableau ci-dessous en détaille le nombre par secteur d'activité et compare les ratios avec ceux du département,.
| Secteur d'activité                                                                                        | Commune | Commune | Département |
| Secteur d'activité                                                                                        | Nombre  | %       | %           |
| --- | ------- | ------- | ----------- |
| Ensemble                                                                                                  | 207     | 100 %   | (100 %)     |
| Industrie manufacturière, industries extractives et autres                                                | 12      | 5,8 %   | (6,7 %)     |
| Construction                                                                                              | 42      | 20,3 %  | (14,1 %)    |
| Commerce de gros et de détail, transports, hébergement et restauration                                    | 42      | 20,3 %  | (28 %)      |
| Information et communication                                                                              | 1       | 0,5 %   | (3,3 %)     |
| Activités financières et d'assurance                                                                      | 8       | 3,9 %   | (3,2 %)     |
| Activités immobilières                                                                                    | 18      | 8,7 %   | (5,3 %)     |
| Activités spécialisées, scientifiques et techniques et activités de services administratifs et de soutien | 20      | 9,7 %   | (17,1 %)    |
| Administration publique, enseignement, santé humaine et action sociale                                    | 45      | 21,7 %  | (14,2 %)    |
| Autres activités de services                                                                              | 19      | 9,2 %   | (8,1 %)     |

Le secteur de l'administration publique, l'enseignement, la santé humaine et l'action sociale est prépondérant sur la commune puisqu'il représente 21,7 % du nombre total d'établissements de la commune (45 sur les 207 entreprises implantées  à Cessenon-sur-Orb), contre 14,2 % au niveau départemental.

#### Entreprises et commerces
Les cinq entreprises ayant leur siège social sur le territoire communal qui génèrent le plus de chiffre d'affaires en 2020 sont : 
- Laurent Miquel SAS, commerce de gros (commerce interentreprises) de boissons (12 276 k€)
- Domaine Cazal Viel, culture de la vigne (1 216 k€)
- Valette Serrurerie, travaux de menuiserie bois et PVC (416 k€)
- Lou Garric, restauration traditionnelle (178 k€)
- Reals Canoe Kayak, autres activités liées au sport (148 k€)

L'économie actuelle de Cessenon-sur-Orb se résume essentiellement à la viticulture et au tourisme.
Le domaine viticole se divise en deux parties : les AOC (AOC Saint-Chinian et AOC Coteaux du Languedoc) et les vins de pays (Vin de pays de Cessenon et Vin de pays de l'Hérault). En outre, une grande partie de la production de vin est exportée en vue d'être incorporée dans d'autres vins (on parle de « vin de coupe »).
Le tourisme représente une part importante des revenus du village, avec la présence d'un camping en accès immédiat aux rives de l'Orb, des activités de canoë-kayak, promenades équestres, jardin d'enfants, tennis et chemins de randonnées. La commune organise des manifestations estivales pour les fêtes du 14 juillet et du 16 août, dédiée au saint patron du village : Saint Roch.
La base nautique de « Réals » accueille des épreuves du championnat de France de canoë-kayak.

### Agriculture

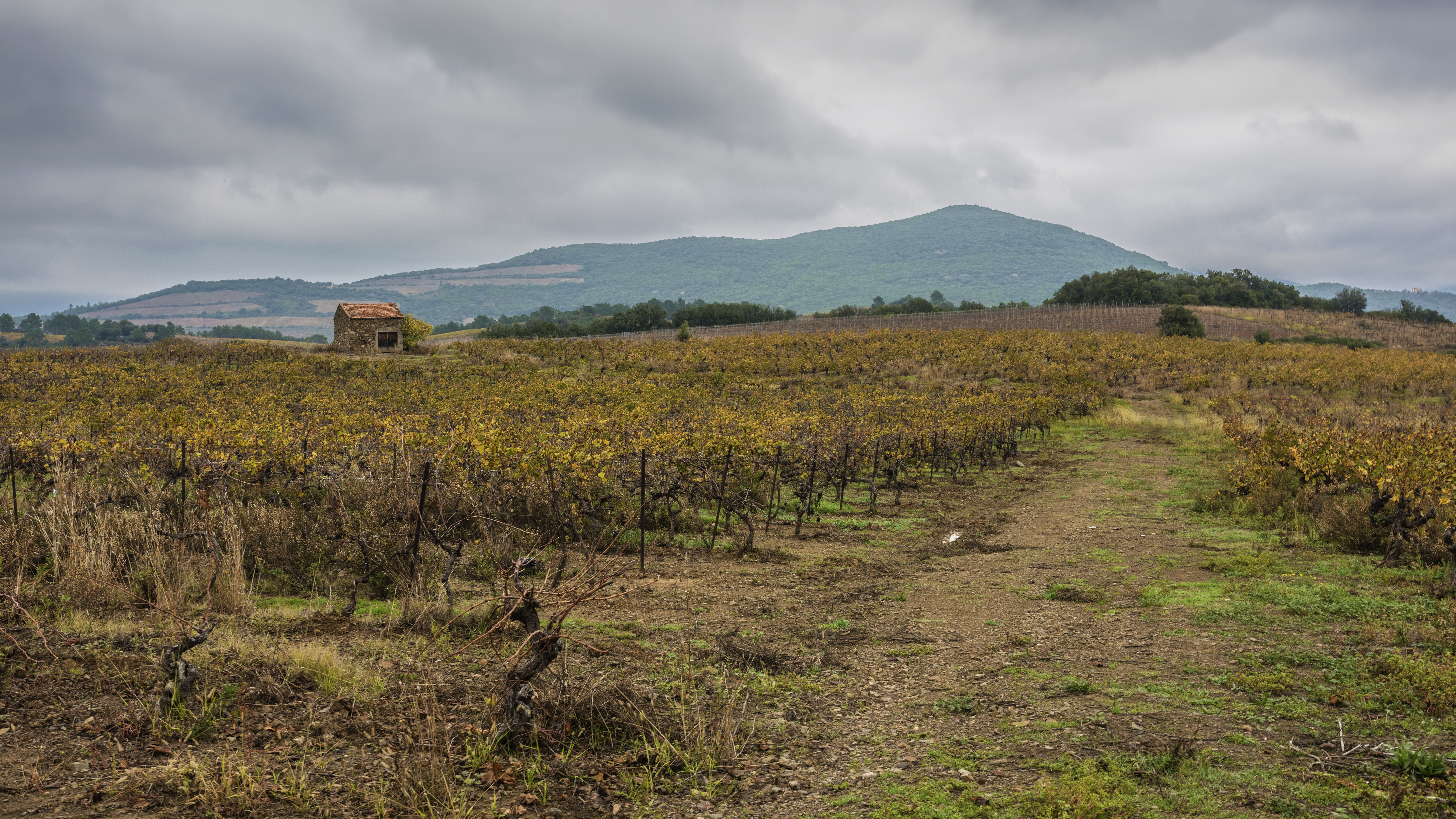
Un mazet dans les vignes

La commune est dans le « Soubergues », une petite région agricole occupant le nord-est du département de l'Hérault. En 2020, l'orientation technico-économique de l'agriculture  sur la commune est la viticulture.
|               | 1988  | 2000  | 2010  | 2020 |
| ------------- | ----- | ----- | ----- | ---- |
| Exploitations | 235   | 138   | 95    | 60   |
| SAU (ha)      | 1 664 | 1 330 | 1 105 | 876  |

Le nombre d'exploitations agricoles en activité et ayant leur siège dans la commune est passé de 235 lors du recensement agricole de 1988  à 138 en 2000 puis à 95 en 2010 et enfin à 60 en 2020, soit une baisse de 74 % en 32 ans. Le même mouvement est observé à l'échelle du département qui a perdu pendant cette période 67 % de ses exploitations,. La surface agricole utilisée sur la commune a également diminué, passant de 1664 ha en 1988 à 876 ha en 2020. Parallèlement la surface agricole utilisée moyenne par exploitation a augmenté, passant de 7 à 15 ha.

## Culture locale et patrimoine

### Lieux et monuments

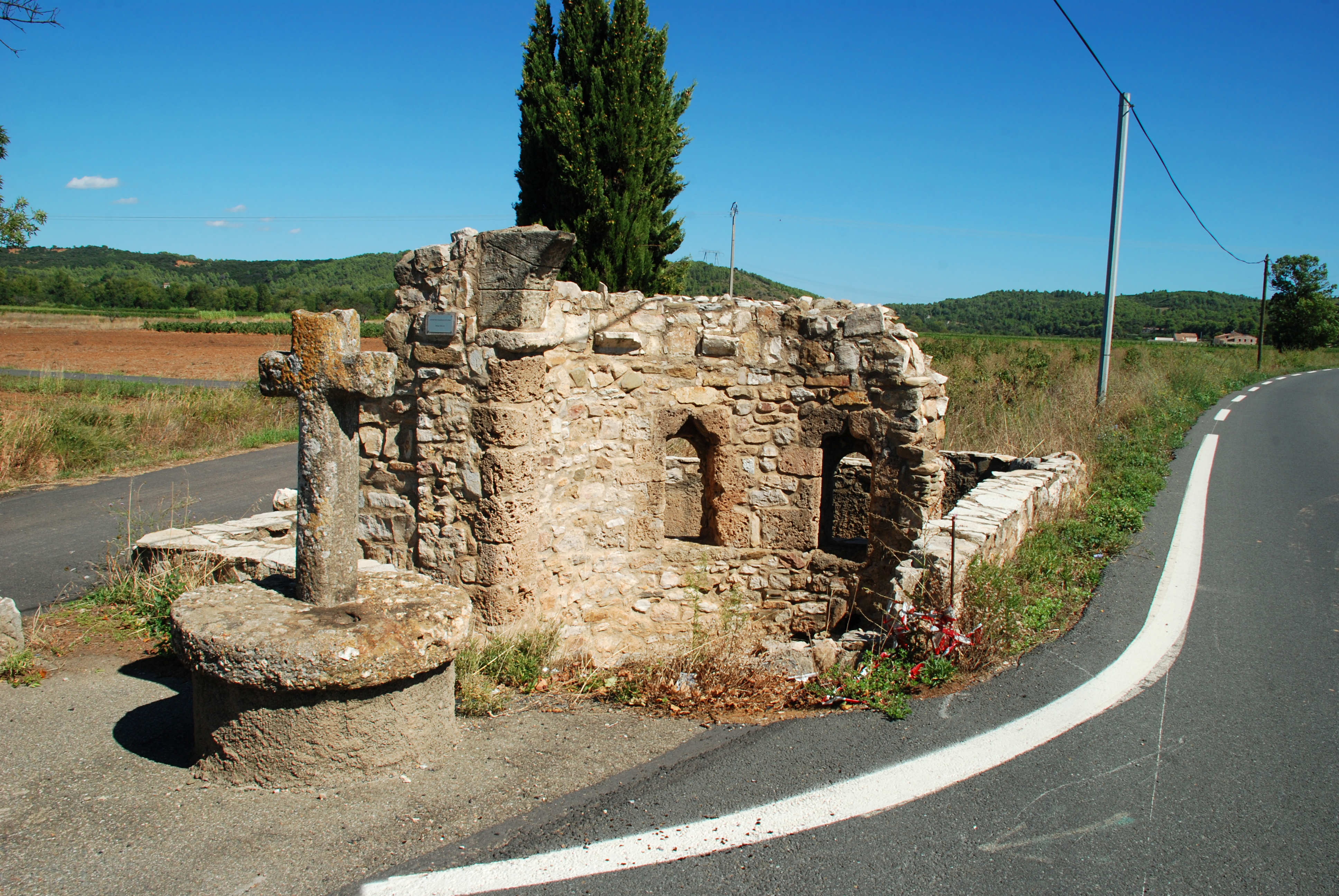
Vestiges de la chapelle Sainte-Anne de Cessenon-sur-Orb

- Vestiges de la chapelle Sainte-Anne.
- Chapelle Saint-Joseph de Fourque Esquine.
- Chapelle Saint-Roch de Cessenon-sur-Orb.

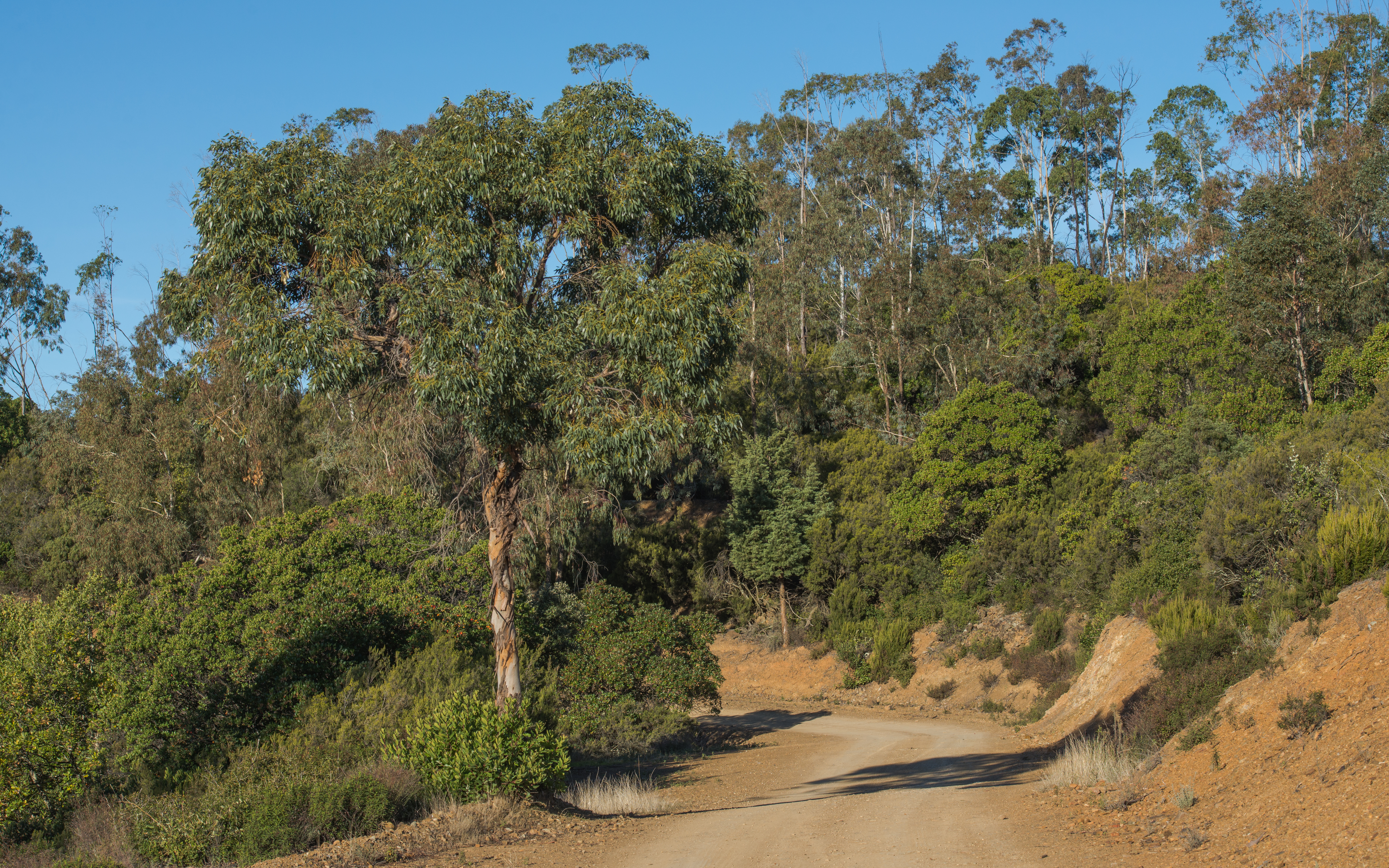
La forêt dEucalyptus.

### Architectural
- Église Saint-Pierre-de-la-Salle : l'église Saint-Pierre-de-la-Salle de Cessenon-sur-Orb est une église paroissiale gothique méridionale du XIIe siècle, qui fut probablement bâtie sur l'emplacement d'un mausolée gallo-romain du Ier ou IIe siècle. L'édifice a été inscrit au titre des monuments historiques en 1987[41].
- Tour carrée : la tour carrée est le donjon d'une ancienne forteresse. Cette tour de plan quadrangulaire d’une hauteur de 15 mètres et de 6 mètres de côté a été construite avec des matériaux locaux. Le donjon sert aujourd'hui de clocher pour l'église et d'horloge municipale. Il abrite trois cloches baptisées et installées en 1921.
- Fragment de sarcophage romain : le fragment de bas-relief d'un sarcophage romain datant du Ier siècle représentant un banquet funéraire fut retrouvé dans le dallage de l'église du village. Il est aujourd'hui visible sur la façade du café « Le Helder » sur la place du Marché. La scène reproduite sur cette pierre représente un banquet funéraire, sept personnes autour de la huitième allongée (tridinium). La tête de l’enfant est bouclée (caractéristique de l’école des sculptures arlésiennes).
- Pont de Cessenon : le pont de Cessenon est un pont suspendu métallique qui enjambe l'Orb à Cessenon en direction de Saint-Nazaire-de-Ladarez. Il fut construit en 1931 (113 mètres de long pour une largeur de 6 mètres 80).
- Fontaine du Plô : la fontaine du Plô ou Font de la Gleizes est une fontaine. La source qui jaillit à la fontaine de l'église est déjà mentionnée en 1555. En 1693, on pave le dessus de la voûte de la fontaine, on installe un abreuvoir et quelque temps après des lavoirs. La restauration récente les supprimera.
- Maison médiévale : les autres particularités de cette commune sont ses fortifications.

#### Naturel
- Carrière de Coumiac : la carrière de Coumiac est un site géologique exceptionnel, où l'on peut observer des fossiles dans du marbre griotte de couleur rouge. Ce marbre, très rare, fut notamment utilisé pour la fabrication de la « chambre rouge » de la Maison-Blanche à Washington, DC, ou encore la Maison de France à Rio de Janeiro.
- Olivier de Lugné : l'olivier de Lugné est un olivier millénaire situé au hameau de Lugné. Isolé au milieu des vignes, quatre variétés d'olive ont été greffées sur le même arbre.

### Sports
- Club de rugby
- CKCC : Club de canoë-kayak de Cessenon.
- Base de Réals : La base nautique de Réals est située à 3,7 km de Cessenon sur la route de Murviel près du pont de Réals[42].

### Personnalités liées à la commune
- Gérard Sire (1927-1977), homme de radio et scénariste, est inhumé à Cessenon-sur-Orb.
- Christian Laux (1934-2002), en oc Cristian Laus, lexicographe et écrivain occitan, né à Lugné, commune de Cessenon.
- Jean-Denis Bergasse (1946-2011), historien, mort à Cessenon-sur-Orb.
- Monique Dental (1943-), militante féministe.

### Héraldique
| Armes de Cessenon-sur-Orb | Les armes de Cessenon-sur-Orb se blasonnent ainsi : taillé, de gueules au lion d'or et d'azur au lion d'or. |

## Galerie

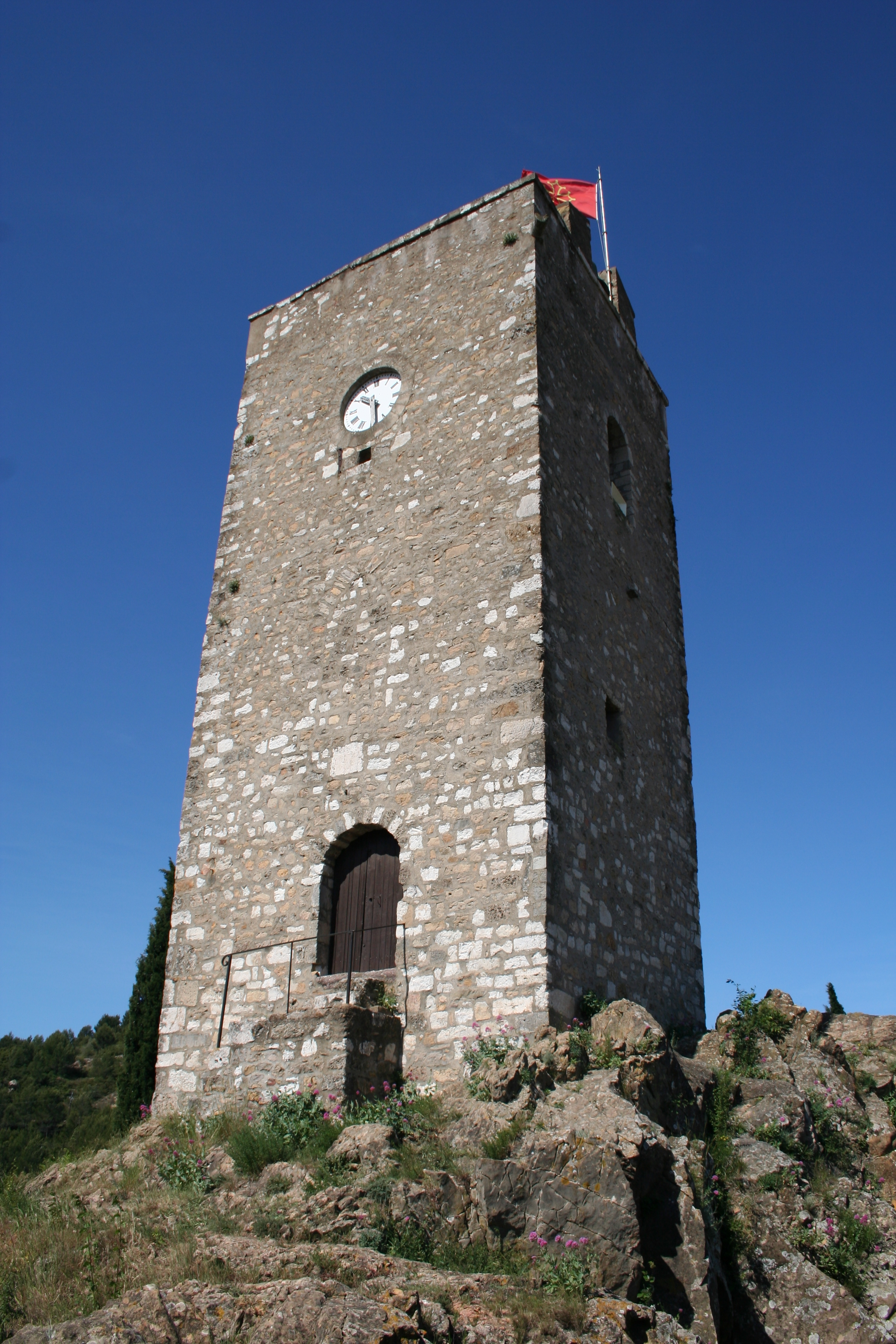
La tour, anciennement donjon et actuellement clocher.
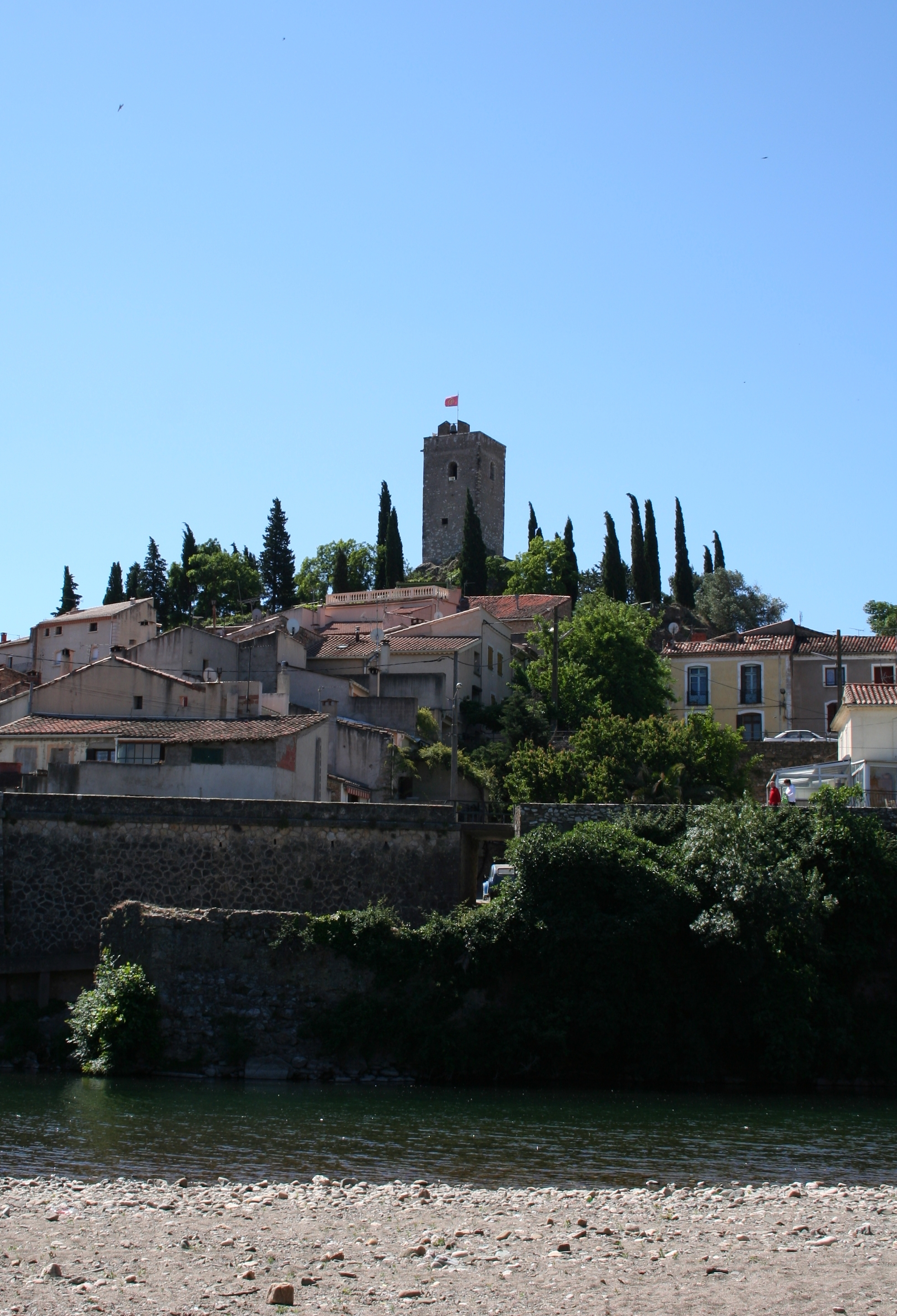
Vue d'ensemble, la tour et les vestiges des remparts.
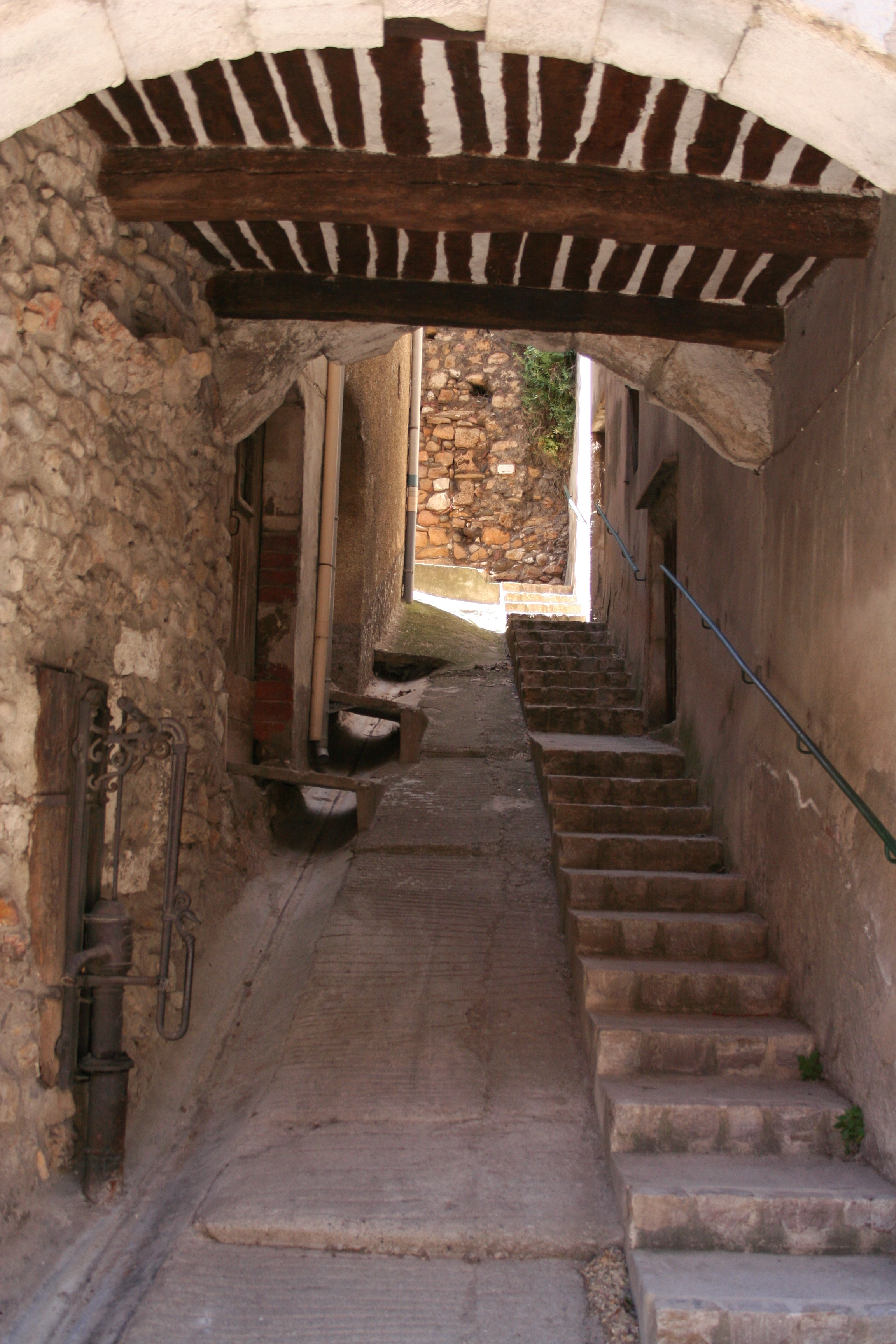
Ruelle médiévale du Vieux Cessenon.
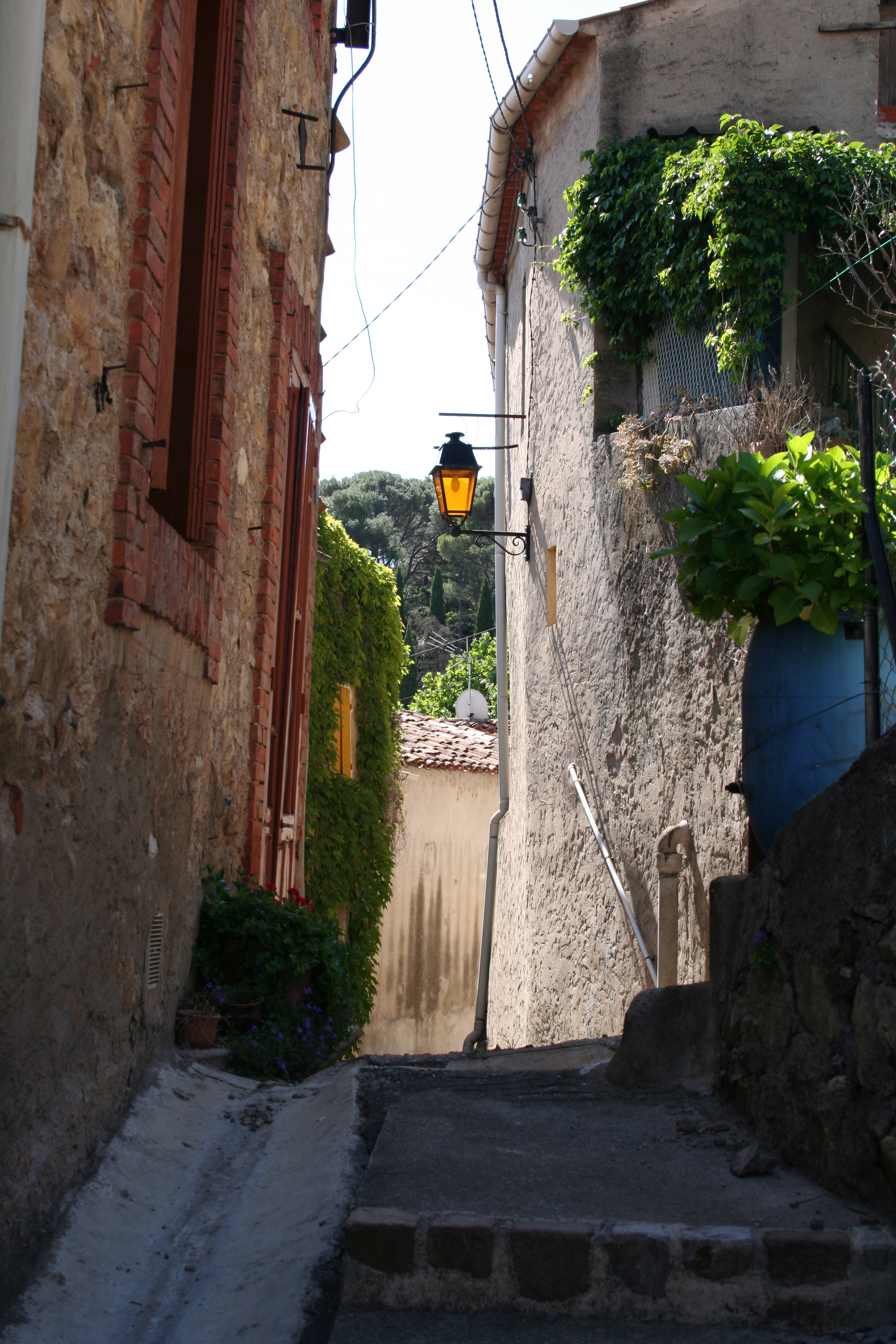
Ruelle du Vieux Cessenon.

https://www.cessenon.fr/videos/teaser-cessenon.html